# Maurice Sendak
Maurice Bernhard Sendak (født 10. juni 1928, død 8. maj 2012) var en amerikansk illustrator og børnebogsforfatter. Sendak skrev bøger og illustrerede mange andre forfatteres tekster. Han er særligt kendt for billedebogen Villy Vilddyr (på engelsk: Where the Wild Things Are) som udkom første gang i 1963 og siden er oversat til mange sprog. Den handler om den ulydige dreng Max, som bliver sendt i seng uden aftensmad af sin mor og derfor fantaserer sig væk til uhyrernes land, hvor han bliver lederen. Bogen er blevet filmatiseret i 2009 under navnet Villy Vilddyr - og landet med de vilde krabater.
Sendak modtog mange prestigefyldte priser for sine bøger, blandt andet H.C. Andersen-medaljen.
Han døde den 8. maj 2012 efter et hjerteanfald.

## Eksterne links
- The Rosenbach Museum & Library – med udstilling af alle Sendaks tegninger Arkiveret 24. juni 2006 hos  Wayback Machine
- Interview med Maurice Sendak (realvideo-film) Arkiveret 2. september 2006 hos  Wayback Machine
- PBS – American Masters (blandt andet videoklip)
- NPR – Conversation with Maurice Sendak (17 minutters lydoptagelse)
- Princeton University WebMedia Lectures (70 minutters video) fra 2000
- Maurice Sendak-biografi og links (på engelsk) Arkiveret 20. juli 2006 hos  Wayback Machine
- Maurice Sendak på Internet Movie Database (engelsk)
- Maurice Sendak på Filmdatabasen
- Maurice Sendak på Scope
- Maurice Sendak på Svensk Filmdatabas (svensk)
- Maurice Sendak på AlloCiné (fransk)
- Maurice Sendak på AllMovie (engelsk)
- Maurice Sendak på The Movie Database (engelsk)
- Maurice Sendak på Internet Broadway Database (engelsk)
- Maurice Sendak på Behind The Voice Actors (engelsk)
- Maurice Sendak på Encyclopædia Britannica Online (engelsk)